# Gare de Verneuil-l’Étang
Gare de Verneuil-l’Étang vasútállomás Franciaországban, Verneuil-l’Étang településen.

## Vasútvonalak
Az állomást az alábbi vasútvonalak érintik:
- Párizs–Mulhouse-vasútvonal
- Paris-Bastille-Marles-en-Brie-vasútvonal

## Kapcsolódó állomások
A vasútállomáshoz az alábbi állomások vannak a legközelebb:
- Paris Gare de l’Est (Paris Gare de l’Est, Line P)
- Gare de Mormant